# Turo Sipilä
Turo Sipilä (* 26. Februar 1997) ist ein finnischer Skilangläufer.

## Werdegang
Sipilä, der für den Vuokatti Ski Team Kainuu startet, nahm im Dezember 2013 in Vuokatti erstmals am Scandinavian Cup teil und belegte dabei den 127. Platz über 15 km klassisch. Seine besten Platzierungen beim Europäischen Olympischen Winter-Jugendfestival 2015 in Steg waren der 13. Platz im Sprint und der vierte Rang mit der Mixed-Staffel. Bei den Junioren-Skiweltmeisterschaften 2016 in Râșnov kam er auf den 33. Platz über 10 km klassisch und bei den Nordischen Junioren-Skiweltmeisterschaften 2017 in Soldier Hollow auf den 11. Platz mit der Staffel und auf den neunten Rang im Sprint. Im November 2018 startete er in Ruka erstmals im Weltcup und holte dabei mit dem 30. Platz im Sprint seinen ersten Weltcuppunkt.